# Єскалієва Нагіма Хабдулівна
Нагіма Хабдулівна Єскалієва (каз. Нағима Қабылқызы Есқалиева, 3 лютого 1954, Алма-Ата, СРСР) — радянська та казахстанська естрадна співачка, кіноактриса і телеведуча. Професор «Академії мистецтва». Широко визнана однією з найпопулярніших співачок Казахстану. Заслужена артистка Казахської РСР (1985). Народна артистка Казахстану (1999).

## Біографія
Нагіма Єскалієва народилася у звичайній багатодітній сім'ї, де була старшою дитиною. Дитинство було нелегким. Вона з дитинства мріяла стати великою співачкою. Батьки Нагіми — батько Хабдул Єскалієв і мати Васіля працювали на м'ясному і молочних комбінатах.С тала знаменитою після програми <<Super Star kz>>. Нині журі <<X-faktor>>

## Приватне життя
Нагіма двічі виходила заміж. У неї є син по імені Діас, який народився 1986 року. Крім цього, у Нагіми є 4 рідних сестри і 1 брат.